# دانشگاه ویتورث
دانشگاه ویتورث یک دانشگاه خصوصی و مسیحی وابسته به کلیسای پروتستان (ایالات متحده آمریکا) است و در کانتری هومز، واشینگتن، یک منطقه حومه ای در شمال اسپوکین واقع شده‌است. ویتورث که در سال ۱۸۹۰ تأسیس شد، نزدیک به ۳۰۰۰ دانشجو ثبت نام می‌کند و بیش از ۱۰۰ رشته تحصیلات تکمیلی و کارشناسی را ارائه می‌دهد.
هیئت امنا در سال ۲۰۰۶ به تغییر نام مؤسسه به دانشگاه ویتورث رأی داد که در ۱ ژوئیه ۲۰۰۷ لازم الاجرا شد.